# ویتوریا، اسپریتو سانتا
ویتوریا، اسپریتو سانتا (به پرتغالی: Vitória, Espírito Santo) یک سکونتگاه مسکونی در برزیل است که در اسپیریتو سانتو واقع شده‌است.

## خصوصیات
ویتوریا ۹۳٫۳۸۱ کیلومترمربع مساحت و ۳۴۸٬۲۶۵ نفر جمعیت دارد و ۴ متر بالاتر از سطح دریا واقع شده‌است.

## خواهرخوانده
شهرهای کشکایش، شهرستان میامی-دید، فلوریدا، موبیل، آلاباما، چینگ‌دائو، ایکویک، دونکرک و جوهای خواهرخوانده‌های ویتوریا، اسپریتو سانتا هستند.

## شرکت‌های هواپیمایی و مقصدهای پروازی

Vitória's harbour entrance with the second tallest bridge in برزیل and Praia de Camburi in the background.

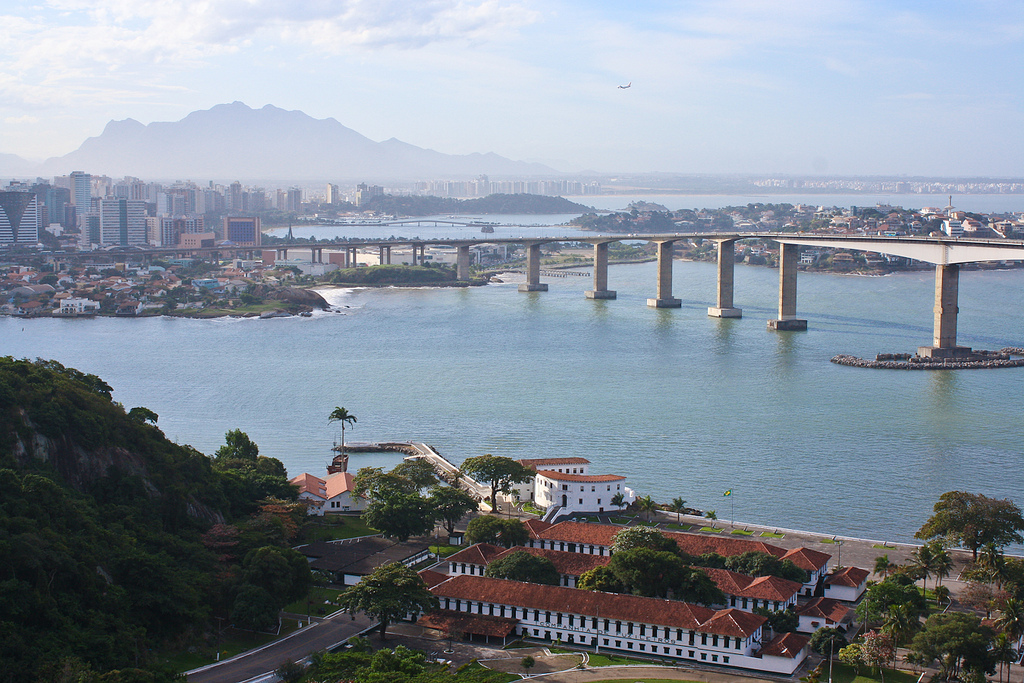
Bay and bridge

| شرکت‌های هواپیمایی                                    | مقصدهای پروازی |
| ---------------------------------------------------- | --- |
| آزول برزیلین ایرلاینز                                | تانکردو نوس، ویراکوپوس-کامپیناس، ریکایف، دپوتادو لوئیس ادواردو مگاهاس |
| Azul Brazilian Airlines اجرا توسط TRIP Linhas Aéreas | تانکردو نوس، بلوو هوریزونت/پامپولها – کارلوس درامند داندراد، برازیلیا، بارتولومو لیساندرو، مارشال روندو، سانتا جنووا، گورنادر والادارس، ایله‌وس یرگ امادو، اوسیمیناس، مکائه، سانتوس دومنت، دپوتادو لوئیس ادواردو مگاهاس، سائو پائولو گوارولوس |
| گول ایر ترنسپورت                                     | بوآ ویستا، تانکردو نوس، برازیلیا، ویراکوپوس-کامپیناس، آفونسو پنا، سانتا جنووا، خوازیرو دو نورته، ریکایف، ریو دوژانیرو گالیائو، سانتوس دومنت، دپوتادو لوئیس ادواردو مگاهاس، کونگونیاس-سائو پائولو، سائو پائولو گوارولوس                       |
| تام ایرلاینز                                         | برازیلیا، سلگدو فیلهو، ریو دوژانیرو گالیائو، سانتوس دومنت، کونگونیاس-سائو پائولو، سائو پائولو گوارولوس |

### Highways
The main access roads are the BR-101, a motorway linking the Brazilian south and northeast with the Metropolitan Region of Greater Vitória, the BR-262 that connects the Central region with Vitória and the Rodovia do Sol (Sun Motorway) – ES-060 which links the local coastal regions.

### Ports
The city has two ports: the Port of Vitória and the Porto do Tubarão.
The Porto de Vitória is the most difficult port for ships to access in all of Brazil. The Bay of Vitória is extremely narrow, with stones and mountains that complicate the access by freighters and maritime cruisers to the docks. Ships, cars, and people all compete for space. There are restrictions on traffic, limiting the use of the port. Today the port is mostly used by cruise ships and for the repair of ships and oil platforms.
The Port of Tubarão was designed in the 1960s by والی اس. ای. when the Port of Vitória began showing signs of saturation. It has far easier access to the sea. From its opening in 1966, its capacity has gradually increased, reaching 80 million tonnes/year in the last decade. Although originally created to export iron ore, in recent years it has added silos for storing grains and soybean meal. The port is located at one end of Camburi Beach.

### Railways
The Vitória-Minas Railway, which carries cargo from the Central Region, also carries passengers from Vitória to Belo Horizonte.

### Bridge
The  Deputy Darcy Castelo de Mendonça  Bridge, also known as the Third Bridge (Portuguese: Terceira Ponte), is the second tallest پل in برزیل, connecting and reducing the distance between the cities of Vila Velha and Vitória.